# Зелена линија (Кипар)
Зелена линија (грч. Πράσινη Γραμμή, тур. Yeşil Hat) је демилитаризовано подручје којим управља Мировна мисија Уједињених нација на Кипру, која је успостављена 1964. и проширена 1974. након прекида ватре од 16. августа 1974. године, након инвазије Турске на Кипар и дефакто поделе острва на област коју контролише Република Кипар (без подручја британске суверене базе) и међународно непризнате Турске Републике Северни Кипар на северу. Протеже се на 180 километара од Паралимнија на истоку до Пиргоса на западу, где посебан део окружује Кокину.